# Суходол Будацький
45°17′ пн. ш. 15°35′ сх. д. / 45.28° пн. ш. 15.59° сх. д.
Суходол Будацький (хорв. Suhodol Budački) — населений пункт у Хорватії, в Карловацькій жупанії у складі громади Крняк.

## Населення
Населення за даними перепису 2011 року становило 8 осіб.
Динаміка чисельності населення поселення: